# 徐幹
徐幹（171年—218年），字偉長，北海郡劇縣人，东汉時期文學家，建安七子之一。

## 生平
建安初年，曹操召授司空軍谋祭酒掾屬，又轉五官中郎將文學。建安中，因病辭職，曹操特加旌命表彰。後又授以上艾長，但也因病謝絕。
徐幹本人擅長辭賦，能作詩，其七言詩妙絕當時，有「五琳（陳琳）七幹」之稱。其主要著作是《中論》，當時曹丕稱讚此書“成一家之言，辭義典雅，足傳於後。”（《與吳質書》）。其《玄猿賦》、《漏卮詞》、《枳橘賦》、《團扇賦》……等，曾被曹丕評為“雖張（張衡）、蔡（蔡邕）不過也”（《典論·論文》）建安七子中只有徐幹以《中論》數卷跳脫建安七子的泥濘，成一家言。
建安二十三年（公元218年)，瘟疫流行，與陳琳、應瑒、劉楨等人同染疫疾而亡，享年四十八歲。